# Autoturboreattore

Schema di un Air TurboRamjet (ATR)

| 1) compressore                         | 5) turbina                          |
| 2) gruppo ingranaggi                   | 6) iniettori carburante ramjet      |
| 3) linee ingresso idrogeno ed ossigeno | 7) camera di combustione principale |
| 4) camera di combustione secondaria    | 8) ugello di scarico                |

L'autoturboreattore o turbostatoreattore è un tipo di motore aeronautico a ciclo combinato che unisce le caratteristiche di un turbogetto a quelle di uno statoreattore. Un esempio di questo particolare motore è il Pratt & Whitney J58 installato sull'SR-71 Blackbird.

## Principio di funzionamento
Questo tipo di motore è stato progettato per ovviare al problema principale dello statoreattore: l'impossibilità della partenza da fermo. Mentre un turbogetto è in grado di fornire una spinta per velocità di volo comprese tra zero e Mach 3, lo statoreattore, invece, necessita di una velocità prossima a Mach 1 per funzionare, con bassi rendimenti fino a Mach 3.
D'altro canto, la limitazione sulla velocità di volo per un turbogetto è data dalla necessità di rallentare il flusso d'aria in ingresso a velocità inferiori a quella del suono in modo da evitare la formazione di onde d'urto nel compressore. Dal momento che la temperatura di ristagno cresce con il quadrato della velocità, è facile intuire come alle velocità più elevate corrispondano temperature dell'aria in ingresso al compressore tali da rendere critica la resistenza strutturale delle sue palette. Conseguentemente aumenterà anche la temperatura in uscita dell'aria dal compressore (la stessa che viene spillata per raffreddare le palette della turbina) rendendo problematico anche l'abbassamento della temperatura dei prodotti di combustione in ingresso alla turbina mediante diluizione in camera di combustione.
Per un velivolo destinato all'impiego a velocità altamente supersoniche, si rende quindi obbligata la scelta di un motore che sia in grado di produrre una spinta alle basse così come alle alte velocità di volo unendo rispettivamente le caratteristiche fisiche di un turbogetto (o un turboventola) a quelle di uno statoreattore.

## Configurazioni
Un autoturboreattore può assumere differenti configurazioni a seconda del grado di integrazione del sistema turbogetto/turboventola con quello del ramjet (statoreattore).

### Turboramjet
| 1) Presa d'aria per basse velocità di volo | 4) Statoreattore        |
| 2) Presa d'aria per alte velocità di volo  | 5) Ugello statoreattore |
| 3) Turbogetto                              | 6) Ugello turbogetto    |

Schema di un turboramjet proposto dalla NASA

Nella configurazione più semplice, il motore è costituito da un turbogetto o un turboventola convenzionale accoppiato ad uno statoreattore o uno scramjet.
Nel 2000, la NASA studiò questa soluzione insieme alla Lockheed Martin nell'ambito del programma per un lanciatore spaziale, utilizzando una coppia di turbogetti General Electric J85 affiancati ad uno statoreattore ma i cui flussi d'aria in ingresso erano indipendenti gli uni dall'altro. Dal momento che il J85 non era progettato per funzionare a velocità superiori a Mach 2, fu sperimentata con successo l'iniezione di acqua a monte del compressore per abbassarne la temperatura dell'aria in ingresso.
Dal 2009 al posto del J85 sono impiegati nelle sperimentazioni dei motori Williams International WJ38 appositamente modificati per funzionare a velocità superiori a Mach 3.

### Air turboramjet (ATR)

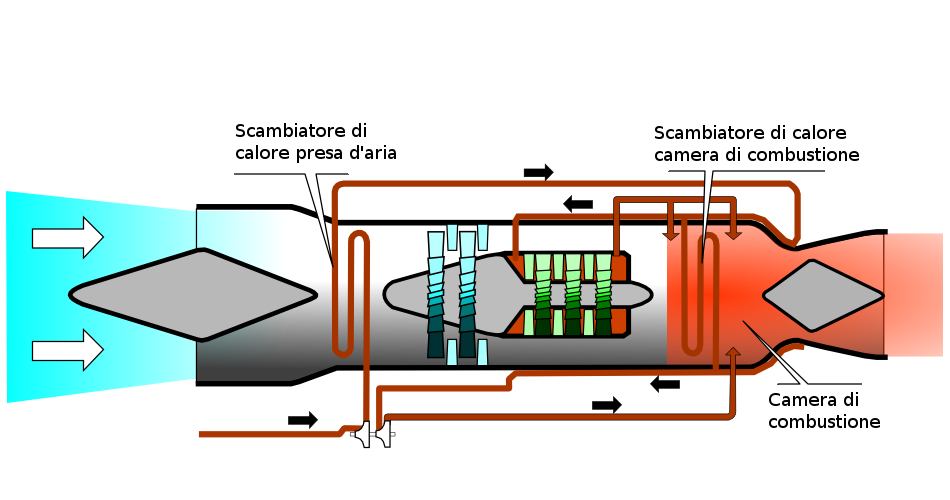
Diagramma schematico di un Air TurboRamjet ad espansione con, in evidenza, gli scambiatori di calore in ingresso ed in camera di combustione.

In questa versione il flusso d'aria destinato al compressore e allo statoreattore è il medesimo, mentre la camera di combustione che fornisce l'energia necessaria alla turbina per muovere il compressore è alimentata da combustibile ed ossidante (tipicamente idrogeno ed ossigeno liquidi) stivati a bordo.
La turbina può anche essere mossa, invece che dai gas di scarico di una camera di combustione, dall'idrogeno utilizzato per alimentare la camera di combustione dello statoreattore e precedentemente riscaldato da uno scambiatore di calore posto a valle del combustore. In questo caso si parla di ATR ad "espansione".

#### Motore ATREX
Alla fine degli anni novanta, in Giappone, è stato proposto lo studio di un autoturboreattore (ATREX) costituito da una presa d'aria, uno scambiatore di calore simile a quelli usati nel motore a getto preraffreddato, un compressore assiale mosso da una turbina le cui palette sono montate (esternamente) sul compressore stesso ed una camera di combustione principale con un ugello di scarico a valle del compressore dal funzionamento simile ad uno statoreattore.
Il carburante (idrogeno liquido contenuto in serbatoi a temperature criogeniche) è usato sia per raffreddare l'aria in ingresso che per aumentare l'entalpia dei gas di scarico bruciando nella camera di combustione con l'aria compressa dal compressore. Uno scambiatore di calore supplementare in camera di combustione riscalda una piccola parte di idrogeno che, espandendosi nella turbina, fornisce l'energia necessaria a muovere il compressore. I vantaggi di questa configurazione permetterebbero (grazie allo scambiatore di calore a monte del compressore) di estendere il campo di funzionamento del compressore a velocità prossime a Mach 6.

### Motori a ciclo variabile

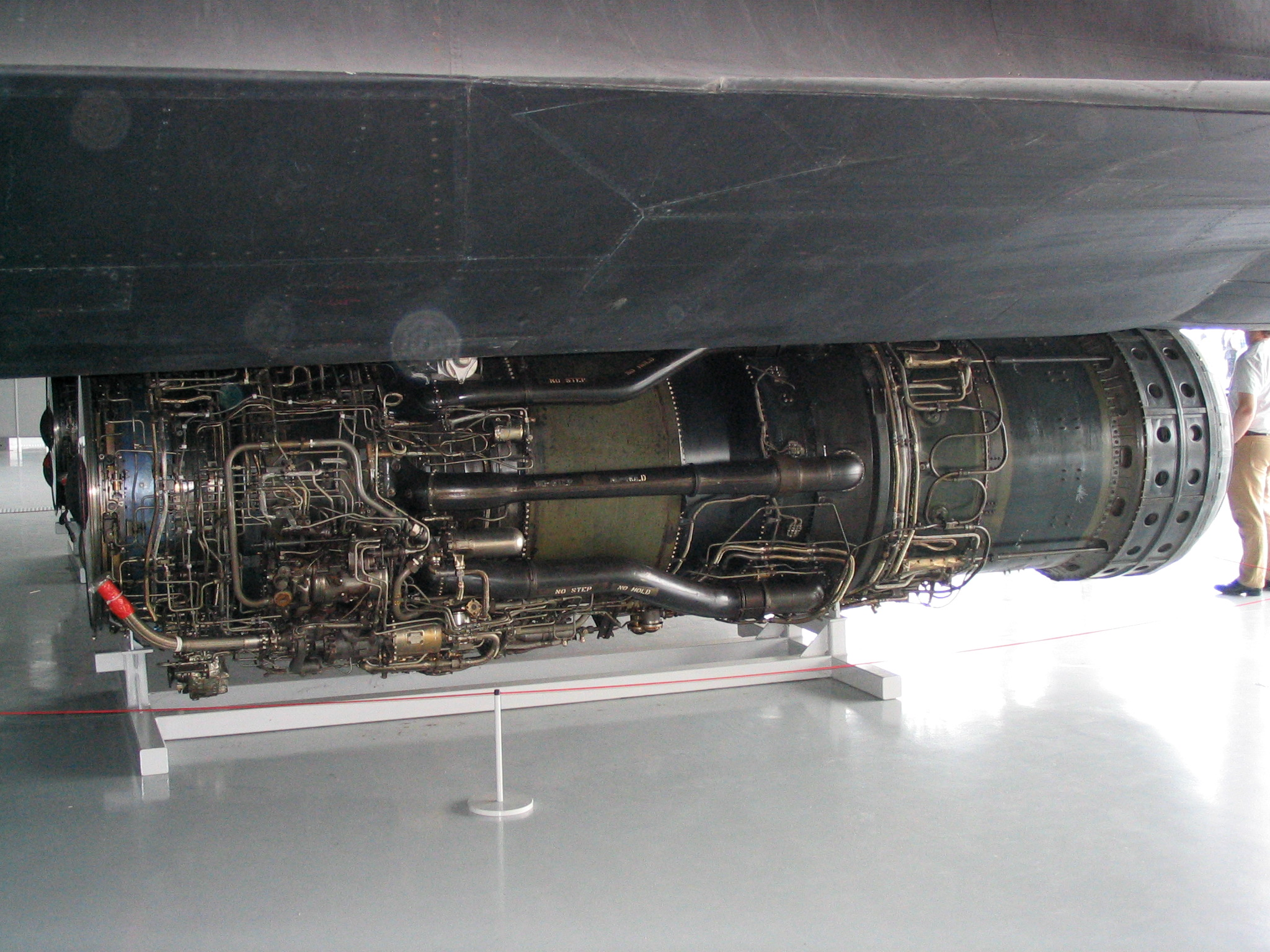
L'autoturboreattore Pratt & Whitney J58 montato sull'SR-71

Uno dei primi tentativi di sviluppare un motore a ciclo variabile si ebbe negli anni cinquanta con il caccia intercettore Republic XF-103 (che rimase però allo stadio di progetto). Il suo motore era il turbogetto XJ-67-W-1 della Wright Aeronautical Corporation dotato di postbruciatore (capace di funzionare in modalità ramjet e come tale denominato XRJ55-W-1) e di una presa d'aria bidimensionale.
Il postbruciatore funzionava in maniera convenzionale al decollo e durante la successiva accelerazione, mentre in quota ed alle velocità più elevate (tra Mach 2 e 3 a 50000 piedi), la graduale apertura di appositi condotti di bypass immetteva direttamente nel postbruciatore l'aria in ingresso, rendendolo di fatto uno statoreattore.
Anche il Pratt & Whitney J58, installato sui Lockheed A-12, SR-71 e YF-12, funzionava in modalità turbogetto puro fino a Mach 3, per poi escludere parzialmente il turbogetto deviando gradualmente il flusso di aria in ingresso direttamente nel postbruciatore, dove la combustione poteva avvenire liberamente, senza creare problemi alla turbina (a monte del postbruciatore). Alle alte velocità di volo il postbruciatore contribuiva in questo modo alla spinta per l'80%, mentre il turbogetto rimaneva responsabile del restante 20%.